# 青山信昌
青山信昌（生年不詳－卒年不詳）是日本戰國時代武將。織田氏家臣。通稱與三右衛門。

## 生平
生年不詳。天文11年（1542年），在織田信長受父親信秀賜予那古野城並成為城主之際，與平手政秀林秀貞內藤勝介一同成為「四長」（四家老）之一（『信長公記』）。
天文16年（1547年），在織田氏進攻美濃稻葉山城時出陣，遭到齋藤道三奇襲（加納口之戰），與織田信康等許多將兵一同被殺（『信長公記』）。不過一說指，信昌戰死的加納口之戰的發生時期是天文13年（1544年），如果屬實，則信昌在信長元服以前已經死去。
兒子吉次在後來仕於前田利家，擔任越中魚津城的城代。

## 登場作品
電影
- 『敵は本能寺にあり』（1960年，演員：永田光男）

電視劇
- 『太閤記 （NHK大河劇）（日语：太閤記 (NHK大河ドラマ)）』（NHK大河劇，1965年，演員：三田國夫）
- 『德川家康』（NHK大河劇，1983年，演員：沖恂一郎）
- 『信長 KING OF ZIPANGU』（NHK大河劇，1992年，演員：兒玉謙次）
- 『織田信長 （1994年電視劇）（日语：織田信長 (1994年のテレビドラマ)）』（東京電視台，1994年，演員：出水憲）
- 『国盗り物語（日语：国盗り物語#新春ワイド時代劇版）』（東京電視台，2005年，演員：森下哲夫）